# Mydas annularis
Mydas annularis är en tvåvingeart som beskrevs av Gerstaecker 1868. Mydas annularis ingår i släktet Mydas och familjen Mydidae. Inga underarter finns listade i Catalogue of Life.